# Jürgen Melzer
Jürgen Melzer (Beč, 22. svibnja 1981.) austrijski je profesionalni tenisač. Jedan je od rijetkih tenisača koji s podjednakim uspjehom nastupa u pojedinačnoj konkurenciji i u parovima.

## Životopis
Melzer je s devet godina paralelno počeo trenirati tenis i nogomet. Omiljeni mu je tenisač bio Stefan Edberg. Brzo je napredovao te je 1999. osvojio juniorski Wimbledon. Međutim, seniorska karijera koju je iste godine započeo nije ni izbliza bila jednako impresivna. Najveće je uspjehe ostvario tek nakon deset godina ATP Toura, polufinale Roland Garrosa 2010. te dvije titule na turniru u Beču, 2009. i 2010. godine. Prvi plasman među Top 10 igrača zabilježio je nakon Australian Opena 2011.
U međuvremenu je Melzer osvojio čak deset titula u paru, od kojih je najvrjednija titula pobjednika Wimbledona 2010. godine, u paru s Nijemcem Philippom Petzschnerom.
Melzerov je trener bivši austrijski tenisač Werner Eschauer.

## Stil igre
Melzer igra lijevom rukom (dešnjak je u svakodnevnom životu, kao Rafael Nadal) te odigrava dvoručni backhand.

## Vanjske poveznice
- Službena stranica (njem.)(engl.)
- Profil na stranici ATP Toura (engl.)

## Ostali projekti
|  | Zajednički poslužitelj ima još gradiva o temi Jürgen Melzer |